# ジキル&ハイド
『ジキル&ハイド』（原題：Jekyll & Hyde）は、イギリスの作家ロバート・ルイス・スティーヴンソンの小説「ジキル博士とハイド氏」（原題：The Strange Case of Dr. Jekyll and Mr. Hyde）をもとにしたブロードウェイミュージカルである。

## 概要
レスリー・ブリカッス作詞脚本、フランク・ワイルドホーン作曲。
1990年5月にアメリカ、テキサス州ヒューストンのアリー劇場にて初演。その後7年の全米ツアーを経て1997年3月21日ブロードウェイ、プリマス劇場にてプレビュー公演が行われ、同年4月21日から2001年1月7日まで1543回上演。1997年度トニー賞の、最優秀ミュージカル脚本賞・最優秀ミュージカル主演男優賞・最優秀衣裳賞・最優秀照明賞部門にノミネートされた。
劇中のナンバー「時が来た（原題 This Is The Moment）」は、1992年のアルベールビル冬季オリンピックの公式テーマ曲にも選ばれている。

## あらすじ
19世紀後半のロンドン。若き医者であり科学者であるジキルは、老いて耄碌した父を元の父に戻したい一心で、人間の心に潜む善悪2つの別人格について研究をはじめた。完全な善意をもってすれば、完全なる悪意を消し去ることができるという持論の元、ジキルはある一つの薬を作り出す。
ジキルは有識者による理事会で、この薬を使った人体実験の承諾を得ようとする。ジキルの婚約者エマの父であるダンヴァース卿のとりなしもあったが、理事たちはこれを倫理に反し、神に対する冒涜であると却下。
失意のジキルを慰めようと、親友アターソンは夜の街へとジキルを連れ出す。そこで出会った娼婦ルーシーの心に触れてジキルはあるひらめきを得、彼女に何かあったときにはと名刺を渡して去った。
ある「ひらめき」。それは自らを実験台にすること。ジキルは薬を飲み、ジキルの悪意＝ハイドが現れる。
薬によってジキルから変身したハイドは、夜な夜なルーシーの元に現れては強引に力尽くで屈服させるその一方で、侮辱した理事会のメンバーをその手にかけていく。
次第に薬なしでも現れるようになったハイド。ジキルは自分の記憶が曖昧になっていることと、連続殺人と、彼の元に現れたルーシーの怪我とを見て全てを察する。そしてジキルは全てを元にもとすべく実験室に篭った。親友と、彼を愛する婚約者の心配をよそに……。

## 主なミュージカルナンバー

### 第1幕
- Lost in the Darkness-闇の中で / ジキル
- Facade-嘘の仮面 / アンサンブル
- Pursue the Truth-真実を追えば / ジキル&アターソン
- Emma's Reasons-エマの言い分 / エマ
- Take Me as I Am-ありのままの / ジキル&エマ
- Letting Go-別れ / ダンヴァース&エマ
- No One Knows Who I Am
- (Good 'N' Evil)
- bring On The Man-連れてきて / ルーシー
- This Is the Moment-時が来た / ジキル
- Alive-生きている / ハイド
- Sympathy, Tenderness
- Someone Like You-あんなひとが / ルーシー

### 第2幕
- Murder, Murder!-事件、事件 / アンサンブル
- Once upon a Dream-あれは夢 / エマ
- Obsession-狂気 / ジキル
- In His Eyes-その目に / ルーシー&エマ
- Dangerous Game-罪な遊戯 / ルーシー&ハイド
- The Way Back
- New Life-新たな生活 / ルーシー
- Confrontation-対決 / ジキル&ハイド
- Wedding Reception-結婚式 / エマ

## 主な海外公演
- オランダとベルギー/1997年9月26日 - 1998年1月10日
- ドイツ/1999年2月19日 - 2001年6月30日
- スペイン/2000年9月6日 - 2001年5月27日
- オーストリア/2001年9月29日 - 2002年5月1日、2002年9月7日 - 2003年4月26日
- オランダ/2002年8月10日 - 10月20日、2003年10月9日 - 2004年2月21日
- ギリシャ/2002年12月13日 - 2003年3月7日
- デンマーク/2003年4月10日 - 5月11日
- 韓国/2004年7月24日 - 8月21日、12月24日 - 2005年2月14日、2006年1月21日 - 2月5日、6月24日 - 8月15日
- スウェーデン/2007年11月9日 - 12月1日

## 日本公演
- 鹿賀丈史主演にて、2001年、2003年、2005年、2007年に上演された。
- 石丸幹二主演にて、2012年、2016年、2018年に上演された。
- 本作品にて、マルシアは2001年度第56回文化庁芸術祭賞演劇部門新人賞を受賞。鹿賀丈史は2005年度第31回菊田一夫演劇賞演劇大賞を受賞している[1]。
- 演出/山田和也、上演台本・詞/高平哲郎、振付/上島雪夫、主催・企画製作/東宝、ホリプロ、フジテレビ

### 公演記録
- 2001年
  - 11月5日 - 30日 日生劇場
  - 12月13日 - 18日 中日劇場
  - 2002年1月5日 - 17日 梅田芸術劇場 シアタードラマシティ
- 2003年1月5日 - 31日 日生劇場
- 2005年12月4日 - 28日 日生劇場
- 2007年[2]
  - 4月5日 - 29日 日生劇場
  - 5月11日 - 13日 梅田芸術劇場 メインホール
  - 5月18日 - 27日 中日劇場
- 2012年[3]
  - 3月6日 - 28日 日生劇場
  - 4月6日 - 8日 梅田芸術劇場 メインホール
  - 4月14日・15日 愛知芸術文化センター 大ホール
- 2016年[4]
  - 3月5日 - 20日 東京国際フォーラムCホール
  - 3月25日 - 27日 梅田芸術劇場メインホール
  - 4月9日・10日 愛知県芸術劇場 大ホール
- 2018年[5]
  - 3月3日 - 18日 東京国際フォーラムCホール
  - 3月24日・25日 愛知県芸術劇場 大ホール
  - 3月30日・4月1日 梅田芸術劇場メインホール
- 2023年
  - 3月11日 - 28日 東京国際フォーラム ホールC
  - 4月8日・9日 愛知県芸術劇場 大ホール
  - 4月15日・16日 やまぎん県民ホール
  - 4月20日 - 23日 梅田芸術劇場 メインホール

### 配役
|                                         | 2001年     | 2003年   | 2005年   | 2007年              | 2012年     | 2016年     | 2018年     | 2023年             | 2026年                         |
| --------------------------------------- | ---------- | -------- | -------- | ------------------- | ---------- | ---------- | ---------- | ------------------ | ------------------------------ |
| ヘンリー・ジキル （エドワード・ハイド） | 鹿賀丈史   | 鹿賀丈史 | 鹿賀丈史 | 鹿賀丈史            | 石丸幹二   | 石丸幹二   | 石丸幹二   | 石丸幹二 柿澤勇人  | 柿澤勇人 佐藤隆紀 (Le Velvets) |
| ルーシー・ハリス                        | マルシア   | マルシア | マルシア | マルシア 香寿たつき | 濱田めぐみ | 濱田めぐみ | 笹本玲奈   | 笹本玲奈 真彩希帆  | 真彩希帆 和希そら              |
| エマ・カルー                            | 茂森あゆみ | 知念里奈 | 鈴木蘭々 | 鈴木蘭々            | 笹本玲奈   | 笹本玲奈   | 宮澤エマ   | Dream Ami 桜井玲香 | Dream Ami 唯月ふうか           |
| アターソン                              | 段田安則   | 池田成志 | 石川禅   | 戸井勝海            | 吉野圭吾   | 石川禅     | 田代万里生 | 石井一孝 上川一哉  | 竪山隼太                       |
| ダンヴァース卿                          | 浜畑賢吉   | 浜畑賢吉 | 浜畑賢吉 | 浜畑賢吉            | 中嶋しゅう | 今井清隆   | 福井貴一   | 栗原英雄           | 栗原英雄                       |